# Sân bay quốc tế Teniente Luis Candelaria
Sân bay quốc tế Teniente Luis Candelaria (tiếng Tây Ban Nha: Aeropuerto Internacional de Bariloche - Teniente Luis Candelaria) (IATA: BRC, ICAO: SAZS) là một sân bay ở tỉnh Río Negro, Argentina, phục vụ thành phố San Carlos de Bariloche. Năm 2007, sân bay này đã phục vụ 724.010 lượt khách. Đây là sân bay lớn thứ 4 ở Argentina, tính về lượt chuyến.
Sân bay này được đặt tên theo Teniente Luis Candelaria, người đầu tiên bay qua Andes, vào ngày 13 tháng 4 năm 1918.

## Các hãng hàng không và các tuyến bay
- Aerolíneas Argentinas
  - operated by Austral Líneas Aéreas (Buenos Aires-Aeroparque, El Calafate)
- LADE (Buenos Aires-Aeroparque, Esquel, San Martín de los Andes)
- LAN Argentina (Buenos Aires-Aeroparque)
- PLUNA (Montevideo